# Lagarde-Enval
Pour les articles homonymes, voir Lagarde.
Lagarde-Enval est une ancienne commune française située dans le département de la Corrèze en région Nouvelle-Aquitaine. Elle est désormais rattachée à la commune nouvelle de Lagarde-Marc-la-Tour.
Ses habitants sont appelés les Gardilloux.

## Géographie

### Communes limitrophes
| Sainte-Fortunade             | Ladignac-sur-Rondelles | Marc-la-Tour           |
| Sainte-Fortunade             | Lagarde-Enval          | Marc-la-Tour et Forgès |
| Albussac et Sainte-Fortunade | Albussac               | Forgès et Albussac     |

## Histoire
Par décret en date du 16 août 1919, paru au Journal officiel du 9 octobre 1919, la commune de Lagarde a été autorisée à prendre le nom de : Lagarde-Enval.
LAGARDE : poste défensif
ENVAL : ce mot provient de la région. Les Romains, habitants Roche-de-Vic, appelaient « Avalences » ou « les Avalènes » ceux qui étaient en aval de leur fort. Les « Avalences » comprenaient les habitants de Lagarde, d’Albussac, de Marc-la-Tour et de Ladignac. Ce nom se retrouve dans le nom du ruisseau du village de Ceaux, « La Franche Valène » ou ruisseau de l’étang, également dans l’Avalouze.
Les Gardilloux, furent Croisés, hommes d'église, hommes de justice, ministres, fiers aventuriers sur les chemins de l'émigration à Cadix. Ils furent fidèles à leur foi catholique sous la Révolution, insoumis aux guerres de l'époque napoléonienne, héroïques à celle de 14/18, et rebelles à l'occupant nazi.
Ils se livrèrent également aux guerres de Religion, comme l'attestent une ouverture pour arquebuse ainsi que de très anciennes traces d'incendie dans la salle basse pavée du manoir de la Planche dont les premiers propriétaires furent connus vers 1385.
Le 1er janvier 2019, la commune fusionne avec Marc-la-Tour pour former la commune nouvelle de Lagarde-Marc-la-Tour dont la création est actée par un arrêté préfectoral du 6 décembre 2018.

## Politique et administration
| Période | Période  | Identité                | Étiquette | Qualité    |
| ------- | -------- | ----------------------- | --------- | ---------- |
| 1791    | 1795     | Pierre Terrieu          |           |            |
| 1795    | 1798     | Pierre Daumard          |           |            |
| 1798    | 1800     | Pierre Tailliandié      |           |            |
| 1800    | 1826     | Jean Baptiste Leyx      |           |            |
| 1826    | 1830     | Jean Lauthonnye (de)    |           |            |
| 1830    | 1832     | Antoine Constantin      |           |            |
| 1832    | 1843     | Jean Baptiste Leyx      |           |            |
| 1843    | 1848     | Pierre Estagerie        |           |            |
| 1848    | 1870     | Etienne Lagarde         |           |            |
| 1848    | 1848     | Mercure Brugeau         |           |            |
| 1870    | 1882     | Ambroise Estagerie      |           |            |
| 1882    | 1884     | François Boudric        |           |            |
| 1884    | 1912     | Ambert De Sérilhac (d') |           |            |
| 1912    | 1919     | Paulin Terrieux         |           |            |
| 1919    | 1922     | Jean Tessandié          |           |            |
| 1922    | 1925     | Ambert De Sérilhac (d') |           |            |
| 1925    | 1935     | Camille Madrange        |           |            |
| 1935    | 1942     | Baptiste Bouthouyrié    |           |            |
| 1942    | 1943     | Camille Madrange        |           |            |
| 1943    | 1947     | Antoine Drigoux         |           |            |
| 1947    | 1953     | Victor Vialette         |           |            |
| 1953    | 1965     | Baptiste Léon Salesse   |           |            |
| 1965    | 1977     | Etienne Madrange        |           |            |
| 1977    | 1995     | Vincent Gorce           |           |            |
| 1995    | En cours | Daniel Ringenbach       |           | Pharmacien |

## Démographie
L'évolution du nombre d'habitants est connue à travers les recensements de la population effectués dans la commune depuis 1793. Pour les communes de moins de 10 000 habitants, une enquête de recensement portant sur toute la population est réalisée tous les cinq ans, les populations de référence des années intermédiaires étant quant à elles estimées par interpolation ou extrapolation. Pour la commune, le premier recensement exhaustif entrant dans le cadre du nouveau dispositif a été réalisé en 2007.

En 2016, la commune comptait 821 habitants, en évolution de +8,03 % par rapport à 2010 (Corrèze : −0,59 %, France hors Mayotte : +2,11 %).
| 1793 | 1800 | 1806 | 1821 | 1831  | 1836 | 1841  | 1846  | 1851  |
| ---- | ---- | ---- | ---- | ----- | ---- | ----- | ----- | ----- |
| 837  | 843  | 870  | 919  | 1 007 | 992  | 1 066 | 1 110 | 1 041 |

| 1856  | 1861  | 1866  | 1872 | 1876  | 1881  | 1886  | 1891  | 1896  |
| ----- | ----- | ----- | ---- | ----- | ----- | ----- | ----- | ----- |
| 1 083 | 1 062 | 1 011 | 978  | 1 033 | 1 045 | 1 116 | 1 113 | 1 042 |

| 1901  | 1906  | 1911  | 1921 | 1926 | 1931 | 1936 | 1946 | 1954 |
| ----- | ----- | ----- | ---- | ---- | ---- | ---- | ---- | ---- |
| 1 042 | 1 036 | 1 011 | 894  | 886  | 847  | 898  | 750  | 726  |

| 1962 | 1968 | 1975 | 1982 | 1990 | 1999 | 2006 | 2007 | 2012 |
| ---- | ---- | ---- | ---- | ---- | ---- | ---- | ---- | ---- |
| 675  | 637  | 576  | 619  | 766  | 748  | 745  | 744  | 784  |

| 2016 | - | - | - | - | - | - | - | - |
| ---- | - | - | - | - | - | - | - | - |
| 821  | - | - | - | - | - | - | - | - |

## Personnalités liées à la commune
- Alain Pontecorvo (1936), peintre.

## Héraldique
| Blason de Lagarde-Enval | Blason  | D'azur au pal d'or accompagné de six étoiles du même, rangées en pal trois à dextre et trois à senestre; à la bande de gueules brochant sur le tout. |
| Blason de Lagarde-Enval | Détails | Ce blason est celui du cardinal Géraud de La Garde de Daumar (mort à Avignon, le 27 septembre 1343), maître de l'ordre des Prêcheurs en 1342, fils de Bernard Ier de La Garde (mort en 1327) seigneur de La Garde et de Daumar près de Tulle. Le pape Clément VI disait qu'il était de son sang, donc un proche parent. Son frère, Étienne de La Garde, a été nommé archevêque d'Arles en décembre 1350. Un autre frère, Guillaume de La Garde, a été archevêque de Braga. Bernard II de La Garde, seigneur de La Garde et de Daumar, est leur frère aîné. Géraud II de La Garde, qui a fondé la branche de Saignes et de Parlan, est leur cousin. Le statut officiel du blason reste à déterminer. |